# Hermonassa bonza
Hermonassa bonza är en fjärilsart som beskrevs av Rudolf Püngeler 1900. Hermonassa bonza ingår i släktet Hermonassa och familjen nattflyn. Inga underarter finns listade i Catalogue of Life.